# Бабчинцы
Ба́бчинцы (укр. Бабчинці) — село на Украине, находится в Могилёв-Подольском районе Винницкой области. Центр Бабчинецкого района Могилёв-Подольского округа (с 7 марта 1923 года по 3 февраля 1931 года) и Бабчинецкой волости Ямпольского уезда Подольской губернии, в 1793 году вошло в состав Российской империи.
Код КОАТУУ — 0524980301. Население по переписи 2001 года составляет 2796 человек. Почтовый индекс — 24132. Телефонный код — 4357.
Занимает площадь 8,577 км². Через село протекает река Бушанка.

## История
Согласно переписи 1897 года, в селе проживало 6702 человека (мужчин — 3382, женщин — 3320), из них православных — 5797.
В 1905 году здесь было 1452 двора (6472 человека), волостное правление, православная церковь, одноклассное сельское училище, церковно-приходская школа, водяная мельница.
В советский период в селе располагались центральные усадьбы колхозов «Путь к коммунизму» и «40 лет Октября» (имени Ворошилова). С августа 1941 года село было под румынской оккупацией.

## Религия
В селе действуют Свято-Николаевский и Свято-Покровский храмы Черневецкого благочиния Могилёв-Подольской епархии Украинской православной церкви.

## Адрес местного совета
24132, Винницкая область, Черневецкий р-н, с. Бабчинцы, ул. Ленина, 13

## Известные уроженцы и жители
- Девятый, Владимир Павлович (1888—1941) — краснознамёнец.
- Кравченко, Сергей (военный) (1893—1920) — казак армии УНР.